# 乔瓦尼·约纳-拉西尼奥
乔瓦尼·约纳-拉西尼奥（義大利語：Giovanni Jona-Lasinio，1932年7月20日—），有时也称为贾尼·约纳（Gianni Jona），意大利理论物理学家，研究领域为量子场论和统计力学。